# Kaj Hasselriis
Kaj Hasselriis (sinh ngày 4 tháng 1 năm 1974 tại Winnipeg, Manitoba) là một nhà báo, nhà hoạt động cộng đồng và chính khách người Canada.
Hasselriis là một người đam mê suốt đời và có bằng xã hội học từ Đại học Manitoba năm 1995 cũng như bằng báo chí của Đại học Ryerson của Toronto năm 1997. Từ 1997 đến 2002, Hasselriis làm phóng viên và nhà sản xuất cho Đài truyền hình CBC. Gần đây nhất, Hasselriis đã tạo ra một ngôn ngữ tiếng Anh hàng tháng ở Lima, Peru có tên là Limazine.
Là một nhà tổ chức chính trị, Hasselriis từng là người quản lý chiến dịch Manitoba cho cuộc đấu thầu lãnh đạo của Jack Layton vào năm 2002. Ông cũng đóng vai trò là thành viên của nhóm chiến dịch năm 2003 của thị trưởng Toronto David Miller.
Vào năm 2004, Hasselriis đã trở nên nổi tiếng ở Winnipeg bằng cách lãnh đạo cuộc chiến giữ hệ thống Bus Rapid Transit của Winnipeg. Thành phố cuối cùng đã hủy bỏ chương trình, làm mất tinh thần của các nhà hoạt động giao thông công cộng.
Vào ngày 17 tháng 7 năm 2006, Hasselriis tuyên bố tranh cử trong cuộc bầu cử thành phố tháng 10 năm 2006 chống lại thị trưởng thành phố Winnipeg Sam Katz. Chiến dịch của ông được xác nhận bởi một số nhân vật nổi bật trong thành phố, bao gồm nhạc sĩ John K. Samson và nhà hoạt động James Beddome.
Vào ngày bầu cử, ngày 25 tháng 10 năm 2006, Hasselriis đã nhận được 22.401 phiếu bầu, tương đương 13,22 tổng số phiếu. Ông đứng thứ ba sau Katz, người được bầu lại và Marianne Cerilli, một cựu NDP MLA trong Cơ quan lập pháp Manitoba.
Hasselriis, người đồng tính công khai, là người phát ngôn quốc gia cho người Canada vì hôn nhân bình đẳng năm 2006. Ông được bổ nhiệm làm giám đốc điều hành tạm thời của Egale Canada vào tháng 1 năm 2007, sau khi Gilles Marchildon từ chức, và phục vụ trong khả năng đó cho đến khi ông được Helen Kennedy thành công vào mùa thu.
Ông hiện đang đóng góp cho Xtra! chuỗi các tờ báo LGBT với tư cách là một phóng viên khu vực Winnipeg. Ông cũng đã viết một loạt các bài luận du lịch về cuộc sống đồng tính ở Ấn Độ khi đi du lịch ở đất nước đó vào mùa đông 2008-2009 cho cả Xtra!  và tạp chí du lịch đồng tính của nó The Guide. Đồng thời, ông là người đóng góp không thường xuyên cho Đài phát thanh CBC, bao gồm Definitely Not the Opera.